# Pradines (Lot)
 Pradines  (en occitano Pradinas) es una población y comuna francesa, situada en la región de Mediodía-Pirineos, departamento de Lot, en el distrito de Cahors y cantón de Cahors-Nord-Ouest.

## Demografía
| 602 | 703 | 1206 | 2307 | 2941 | 3125 |
| Para los censos de 1962 a 1999 la población legal corresponde a la población sin duplicidades (Fuente: INSEE [Consultar]) |     |      |      |      |      |